# Động đất Hoa Liên 2009
Động đất Hoa Liên 2009 (tiếng Trung: 2009年花蓮地震) là trận động đất xảy ra vào lúc 21:02:14 (TST), ngày 19 tháng 12 năm 2009. Trận động đất có cường độ 6,4 Mw, tâm chấn độ sâu khoảng 43 km. Hậu quả trận động đất đã làm 1 người chết, 14 người bị thương.